# Dersimspor
Dersimspor ist ein türkischer Fußballverein aus der Stadt Tunceli in der gleichnamigen osttürkischen Provinz Tunceli. Der Verein wurde 2009 gegründet und hat die Vereinsfarben Blau-Weiß. Ihre Heimspiele bestreitet die Mannschaft im Tunceli Atatürk Stadı. Im Sommer 2015, sechs Jahre nach seiner Vereinsgründung, erreichte der Verein den  Aufstieg in die TFF 3. Lig, in die die vierthöchste Spielklasse, und damit die erste Teilnahme am türkischen Profifußball.

## Geschichte

### Gründung und die ersten Jahre
Nachdem die Stadt und damit die Provinz Tunceli bis in die 1990er Jahre mit Tuncelispor einen Fußballverein hatte, blieb die Region nach dem Abstieg dieses Vereins und der unmittelbar nachfolgenden Auflösung ohne Vertreter im türkischen Fußball. Diesen Umstand zum Anlass nehmend wurden zwar mehrere Vereine gegründet, aber schnell wieder aufgelöst.
Im Sommer 2009 wurde unter der Schirmherrschaft des Walis (Gouverneur) Mustafa Taşkesen der Verein Dersimspor gegründet und Taşkesen als erster Ehrenpräsident gewählt. Der gewählte Name Dersim wurde genommen, da die Region um Provinz Tunceli früher diesen Namen trug.
Bereits in seiner ersten Saison 2009/10 beendete der Verein die Dersim Amatör Küme als Meister und erhielt dadurch die Teilnahmeberechtigung der im Sommer neueingeführten Bölgesel Amatör Lig (BAL), der fünfthöchsten türkischen Liga und der höchsten türkischen Amateurliga. In der ersten Spielzeit in der BAL beendete der Klub hinter Erzurum Büyükşehir Belediyespor als Tabellenzweiter und verpasste damit den Aufstieg. In den drei Spielzeiten 2011/12 bi 2013/14 belegte der Klub zwei Mal den 3. Tabellenplatz und ein Mal den 7. Tabellenplatz. Während dieser Zeit wurden dem Klub in der Spielzeit 2012/13 aufgrund von Regelverstößen drei Punkte abgezogen.

### Einstieg in den Profifußball
Für die Spielzeit 2014/15 verstärkte sich der Verein u. a. mit den ausländischen Spielern Lucas Sebastian Rodriguez und Yannick Alex Kore. Die getätigten Investitionen zahlten sich aus. So beendete der Verein die Spielzeit als Meister und stieg das erste Mal in seiner Vereinsgeschichte in die TFF 3. Lig, in die niedrigste türkische Profiliga, auf. Dieser Aufstieg bedeutete auch die erste Teilnahme des Vereins am türkischen Profifußball.

## Erfolge
- Meister der Dersim Amatör Küme und Aufstieg in die Bölgesel Amatör Lig (BAL): 2009/10
- Meister der BAL und Aufstieg in die TFF 3. Lig: 2014/15

## Ligazugehörigkeit
- 4. Liga: 2015–2017
- Amateurligen: bis 2015, Seit 2017